# Olympische Jugend-Sommerspiele 2014/Teilnehmer (Albanien)
| Gelbes Symbol für Goldmedaillen mit stilisierten Olympischen Ringen | Graues Symbol für Silbermedaillen mit stilisierten Olympischen Ringen | Braundes Symbol für Bronzemedaillen mit stilisierten Olympischen Ringen |
| ------------------------------------------------------------------- | --------------------------------------------------------------------- | ----------------------------------------------------------------------- |
| —                                                                   | —                                                                     | —                                                                       |

Die Jugend-Olympiamannschaft aus Albanien für die II. Olympischen Jugend-Sommerspiele vom 16. bis 28. August 2014 in Nanjing (Volksrepublik China) bestand aus fünf Athleten. Sie konnten keine Medaille gewinnen.

## Athleten nach Sportarten

### Leichtathletik
| Mädchen - Eneda Deliu 200 m: DNS (Finale) | Jungen - Saud Bashku Dreisprung: DNS (Finale) |

### Radsport
Jungen
- Ridion Kopshti
- Realdo Ramaliu
Mannschaft: 27. Platz
Mixed: 18. Platz (mit Maria Rodriguez Navarrete und Elisabet Escursell Valero; beide  Spanien)

### Schwimmen
Mädchen
- Noel Borshi
200 m Schmetterling: 26. Platz (Vorrunde)